# Ukrainas arbetarparti
Starka Ukraina (ukrainska: Сильна Україна Syl'na Ukrajina), tidigare kallad Ukrainas arbetarparti, är ett politiskt parti i Ukraina. De var tidigare ingående i valalliansen Lytvynblocket som upplöstes 2012.